# Ashish Vidyarthi
Ashish Vidyarthi (hindi: अशिश विद्यर्थि) (ur. 9 czerwca 1965) – aktor indyjski, syn tancerki kathak Reby Vidyarthi oraz Govindy Vidyarthiego, pracującego w teatrze keralskim. Urodzony w mieście Tellicherry w stanie Kerala. Studiował w Delhi (do którego przeniósł się w 1969) w S.V. College. Gra najczęściej w filmach w języku hindi, telugu i tamilskim. Również z powodzeniem występuje we filmach w języku bengali i malajalam. Występował także we filmach kannada, a nawet orija. Dostał najwyższą indyjską nagrodę filmową – Nagrodę Rządu Indyjskiego za najlepszą rolę drugoplanową we filmie Droh Kaal w 1995 r. Nagrodzony został także nagrodą Screen Weekly Awards za najlepszą rolę negatywną we filmie Is Raat Ki Subah Nahin.
Najbardziej znany z ról w Droh Kaal, tamilskich Ghilli, Bheemaa, Azhagiya Thamizh Magan oraz w telugu Wojownik i Athidhi.

## Filmografia według języków

### Kannada
1. Citizen (2008)
2. Thandege Thakka Maga (2006)
3. Suntaragali (2006)
4. Thunta (2005)
5. Akash (2005)
6. Durgi (2004)
7. Sainika (2002) - Kapitan Badshah
8. Kotigobba (2001)
9. AK 47 (1999)
10. Hijack (1991)
11. Anand

### Hindi
1. Lahore (2009) - Mohd. Akhtar
2. Red Alert: The War Within (2009) - Velu
3. Kisse Pyaar Karoon (2009) - Inspektor policji
4. Mr. White Mr. Black (2008)
5. Rang Rasiya (2008)
6. Jimmy (2008)
7. The Challenge (2007)
8. Awarapan (2007) - Raja D. Malik
9. Main Rony Aur Jony (2007)
10. Mere Jeevan Saathi (2006) - Torani
11. Jurm (2005) - Inspektor
12. Eashwar Mime Co. (2005)
13. Kismat (2004) - Vikas Patil
14. Shikaar (2004) - Kanwar Singh
15. Agni Pankh (2004) - Komandor pakistańskiej armii
16. AK 47 (2004) - Dadua
17. Ek Aur Ek Gyarah (2003) - Kobra
18. LOC: Kargil (2003) - Płk. Ravindran, 2 rajputański oddział strzelecki
19. Border Hindustan Ka (2003)
20. Ek Hindustani (2003)
21. Fun2shh... Dudes in the 10th Century (2003) - Ghosal
22. Jaal: The Trap (2003) - Naved Rabhani
23. Love at Times Square (2003)
24. Talaash: The Hunt Begins... (2003) - Komisarz policji
25. Ansh: The Deadly Part (2002) - Dawoo
26. Ab Ke Baras (2002) - Rudra Singh
27. Chor Machaaye Shor (2002) - Tito
28. Miłosne manewry (2002) - Pillai
29. Kya Yehi Pyaar Hai (2002) - Raj Patil ("Raja")
30. Shararat (2002) - Arora
31. Waah! Tera Kya Kehna (2002) - Charles
32. Zindagi Khoobsoorat Hai (2002) - Gul Baloch
33. Więzy miłości (2001) - Hari Singh
34. Jodi No.1 (2001) - Sir John
35. Kyo Kii... Main Jhuth Nahin Bolta (2001) - Karla Bhai
36. Badal (2000) - Mantavir
37. Kaho Naa... Pyaar Hai (2000) - Inspektor Shinde
38. Bichhoo (2000) - Devraj Khatri
39. Gaja Gamini (2000) - Scientist
40. Joru Ka Ghulam (2000) - Pappu Anna
41. Refugee (2000) - Makkad
42. Haseena Maan Jaayegi (1999) - Bhai (gangster)
43. Arjun Pandit (1999) - Haldiram
44. Benaam (1999)
45. Trishakti (1999) - Rajeshwar Raja
46. Bestia (1999) - Inspektor Pradhan
47. Vaastav: The Reality (1999) - Vitthal Kaanya
48. Major Saab (1998) - Shankar
49. Soldier (1998) - Dinesh Kapoor
50. Yamraaj (1998)
51. Vishwavidhaata (1997) - Rai Bahadur
52. Bhai (1997) - David (the don)
53. Mrityudaata (1997)
54. Daud: Fun on the Run (1997) - Inspektor Nair
55. Koi Kisi Se Kum Nahin (1997)
56. Ziddi (1997) - ACP Inder Saxena
57. Jeet (1996)
58. Is Raat Ki Subah Nahin (1996) - Ramanbhai
59. Oh Darling Yeh Hai India (1995)
60. Baazi (1995)
61. Naajayaz (1995) - Ratan
62. Droh Kaal (1994) - Komandor Bhadra
63. 1942: A Love Story (1993) - Ashutosh
64. Sardar (1993) - V.P. Menon

### Tamilski
1. Adada Enna Azhagu (2009)
2. Dhanam (2008)
3. Ellam Avan Seyal (2008) - Anbukkarasu
4. Dashavataram (2008) - Hiranakshyapu
5. Kuruvi (2008) - Konda Reddy
6. Theekuchi (2008)
7. Bheemaa (2007) - Komisarz
8. Azhagiya Thamizh Magan (2007)
9. Malaikottai (2007) - Chittappa Kanthaswamy
10. Bhayya (2007)
11. E (2006) - Dr. Ramakrishnan
12. Manikanda (2006)
13. Aaru (2005) - Viswanath
14. Ghilli (2004) - Sivasubramanian
15. Dhum (2003)
16. Baba (2002) - Krishna Murthy
17. Ezhumalai (2002)
18. Thamizhan (2002) - GK
19. Dhill (2001) - DSP Shankar

### Telugu
1. Konchem Koththaga (2008)
2. Kantri (2008) - Seshu
3. Ontari (2008) - Mahankali
4. Chirutha (2007) - Mattu Bhai
5. Athidhi (2007) - przyjaciel Athidhi
6. Tulasi (2007)
7. Lakshyam (2007) - DIG
8. Annavaram (2006) - Tapas Balu
9. Raraju (2006) - zbir
10. Agantakudu (2006)
11. Brahmastram (2006)
12. Wojownik (2006) - Podinspektor Pasupathy
13. Simhabaludu (2006)
14. Narasimhudu (2005)
15. Athanokkade (2005) - Anna
16. Vijayendra Varma (2004)
17. No (2004) - DK
18. Gudumba Shankar (2004) - Kumaraswamy
19. Sreeram (2002) - Encounter Shankar
20. Law and Order (2002) - Don Chota
21. Vande Mataram (2001)

### Bengali
1. Satyameba Jayate (2008)
2. Neel Rajar Deshe (2008)
3. Kalishankar (2007) - Debu Soren (Remake filmu orija Kali Sankar.)
4. Bombaiyer Bombete (2003) - Pan Gore
5. Kranti (2002)
6. Shesh Thikana (2000) - Soumyabrata

### Malajalam
1. I.G. (2009)
2. Black Cat (2007)
3. Bhasmasuran (2007)
4. Chess (2006) .... Swaminathan
5. CID Moosa (2003) - Gowri Shankar (Komisarz policji)

### Angielski
1. Nightfall (2000) - Kopton

### Orija
1. Kali Sankar (2007) Remake filmu hindi Karan Arjun.